# 雷星平
雷星平（1942年—），男，湖南邵阳人，中华人民共和国军事人物，中国人民解放军少将，曾任陕西省军区政治委员，第八届全国人大代表。